# Leela Majumdar
 (août 2025).
La mise en forme du texte ne suit pas les recommandations de Wikipédia : il faut le « wikifier ».
Les points d'amélioration suivants sont les cas les plus fréquents :
- Les titres sont pré-formatés par le logiciel. Ils ne sont ni en capitales, ni en gras.
- Le texte ne doit pas être écrit en capitales (les noms de famille non plus), ni en gras, ni en italique, ni en « petit »…
- Le gras n'est utilisé que pour surligner le titre de l'article dans l'introduction, une seule fois.
- L'italique est rarement utilisé : mots en langue étrangère, titres d'œuvres, noms de bateaux, etc.
- Les citations ne sont pas en italique mais en corps de texte normal. Elles sont entourées par des guillemets français : « et ».
- Les listes à puces sont à éviter, des paragraphes rédigés étant largement préférés. Les tableaux sont à réserver à la présentation de données structurées (résultats, etc.).
- Les appels de note de bas de page (petits chiffres en exposant, introduits par l'outil «  Source ») sont à placer entre la fin de phrase et le point final[comme ça].
- Les liens internes (vers d'autres articles de Wikipédia) sont à choisir avec parcimonie. Créez des liens vers des articles approfondissant le sujet. Les termes génériques sans rapport avec le sujet sont à éviter, ainsi que les répétitions de liens vers un même terme.
- Les liens externes sont à placer uniquement dans une section « Liens externes », à la fin de l'article. Ces liens sont à choisir avec parcimonie suivant les règles définies. Si un lien sert de source à l'article, son insertion dans le texte est à faire par les notes de bas de page.
- La présentation des références doit suivre les conventions bibliographiques. Il est recommandé d'utiliser les modèles {{Ouvrage}}, {{Chapitre}}, {{Article}}, {{Lien web}} et/ou {{Bibliographie}}. Le mode d'édition visuel peut mettre en forme automatiquement les références.
- Insérer une infobox (cadre d'informations à droite) n'est pas obligatoire pour parachever la mise en page.

Pour une aide détaillée, merci de consulter Aide:Wikification.
Si vous pensez que ces points ont été résolus, vous pouvez retirer ce bandeau et améliorer la mise en forme d'un autre article.
Leela Majumdar (26 février 1908 - 5 avril 2007) est une écrivaine indienne d'expression bengali.

## Enfance
Fille de Surama Devi et de Pramada Ranjan Ray (le frère cadet d'Upendra Kishor Ray Choudhuri), Leela passe son enfance à Shillong, où elle étudie au Couvent des Sœurs de Lorette. Sa mère, Surama Devi, avait été adoptée par Upendra Kishor Ray Choudhuri. Le grand-père de Lila avait laissé ses deux plus jeunes filles à la garde de ses amis après le décès de sa femme. L'aînée a été placée en pension. Son grand-père maternel est Ramkumar Bhattacharya, lequel est plus tard devenu un sannyasi et rebaptisé Ramananda Bharati. Il est le premier Indien à visiter le mont Kailash et le lac Manasarovar. Cette expérience lui inspire un récit de voyage intitulé Himaranya. En 1919, le père de Lila est transféré à Calcutta et elle rejoint l'école diocésaine St. John's où elle passe son examen de fin d'études secondaires. Elle se classe deuxième parmi les filles aux examens de fin d'études secondaires en 1924. Elle est première de sa promotion en littérature anglaise pendant ses études de licence et de master à l'Université de Calcutta. Sa famille contribue de façon notable à la littérature pour enfants,. Sunil Gangopadhyay dit que si la famille Tagore enthousiasme tout le monde avec des pièces de théâtre, des chansons et de la littérature pour adultes, la famille Ray Chaudhuri se charge de poser les bases de la littérature pour les enfants et la jeunesse en bengali.

## Jeunesse
En 1931, elle devient enseignante à l'école de filles Maharani à Darjeeling. À l'invitation de Rabindranath Tagore, elle s'inscrit à l'école de Santiniketan mais n'y reste qu'un an environ. Elle s'inscrit ensuite à la branche féminine du Collège Asutosh à Calcutta, mais n'y reste que peu de temps. Par la suite, elle se consacre principalement à l'écriture. Après deux décennies d'écriture, elle rejoint All India Radio comme productrice et y travaille pendant environ huit ans.
Sa première nouvelle, Lakhi Chele, est publiée dans le magazine Sandesh en 1922. Elle l'illustre également. Sandesh est un magazine pour enfants en langue bengali créé par son oncle Upendra Kishore Ray Chaudhuri en 1913. Il est ensuite édité par son cousin Sukumar Ray pendant un certain temps après la mort d'Upendra Kishore en 1915. Avec son neveu Satyajit Ray et sa cousine Nalini Das, elle édite et écrit pour Sandesh tout au long de sa vie d'écrivaine. Jusqu'en 1994, elle joue un rôle actif dans la publication du magazine.

## Créativité
Une bibliographie incomplète répertorie 125 livres, dont un recueil de nouvelles, cinq livres co-écrits, 9 livres traduits et 19 livres édités.
Son premier livre publié est Boddi Nather Bari (1939), mais c'est son deuxième recueil, Din Dupere (1948), qui lui apporte une renommée considérable à partir des années 1950. S'en suivent ses incomparables classiques pour enfants. Bien que l'humour soit son fort, elle écrit également des romans policiers, des romans fantastiques et des histoires de fantômes.
Son récit autobiographique Pak Dandi donne un aperçu de son enfance à Shillong ainsi que de sa jeunesse à Santiniketan et au sein d'All India Radio.
Outre son riche répertoire de littérature jeunesse, elle écrit également un livre de cuisine, des romans pour adultes (Sreemoti, Cheena Lathan) et une biographie de Rabindranath Tagore. Elle donne des conférences sur Abanindranath Tagore et traduit ses écrits sur l'art en anglais. Elle traduit en bengali Les Voyages de Gulliver de Jonathan Swift et Le Vieil Homme et la Mer d' Ernest Hemingway.
Satyajit Ray désirait filmer Padi Pishir Bormi Baksha. Arundhati Devi en fait un film en 1972. Chhaya Devi y interpréte le rôle de la célèbre Padi Pishi, la tante du jeune héros Khoka.
Pour une série spéciale de All-India Radio nommée Mahila Mahal (« Quartier féminin »), traitant des « problèmes naturels et ordinaires » de la vie quotidienne des jeunes filles grandissant au sein d'une famille bengali typique de classe moyenne, elle crée Manimala. Dans cette histoire d'une « fille très ordinaire », la grand-mère de cette dernière lui écrit des lettres, commençant lorsqu'elle a 12 ans et continuant tout au long de sa vie de jeune fille jusqu'à son mariage et sa maternité.

## Famille
En 1933, elle épouse le Dr Sudhir Kumar Majumdar (1897-1984), dentiste renommé, diplômé de la faculté de médecine dentaire de Harvard. Leur fils Ranjan est médecin et dentiste. Leur fille Kamala épouse Monishi Chatterjee, un ingénieur pétrolier et le petit-fils de Sunayani Devi, la première femme peintre de l'école du Bengale. 
À sa mort, outre ses enfants, lui survivent deux petits-fils, deux petites-filles et trois arrière-petits-enfants. 

## Œuvres
1. Holde Pakhir Palok
2. Tong Ling
3. Naaku Gama
4. Podi Pishir Bormi Baksho
5. Boddi Nather Bori
6. Din Dupure
7. Chhotoder Srestho Galpo
8. Monimala
9. Bagher Chhokh
10. Bok Dharmik
11. Taka Gaachh
12. Lal Neel Deslai
13. Basher Phul
14. Moyna
15. Chalikh
16. Bhuter Bari
17. Aaguni Beguni
18. Tipur Upor Tipuni
19. Patka Chor
20. Aashare Galpo
21. Chiching Phank
22. Je Jai Boluk
23. Chhotoder Tal Betal
24. Batash Bari
25. Bagh Shikari Bamun
26. Baghyar Galpo
27. Journal de Shibur
28. Howrahr Dari
29. Ferrari
30. Nepor Boi
31. Aar Konokhane
32. Kheror Khata
33. Ei Je Dekha
34. Pakdandi
35. Sreemoti [1]
36. Cheena Lanthan
37. Moni Manil [6]
38. Naatghar
39. Batashbari
40. Kaag Noi
41. Shob Bhuture
42. Bak Badh Pala
43. Megher Sari Dhorte Nari [2]
44. Pori didir Bor
45. Pesha Bodol
46. Batas Bari
47. Monimala
48. Elshe Ghai
49. Pagla Pagolder golpo
50. Kuri
51. Chagla Pagla Leela Majumdar

## Récompenses
Holde Pakhir Palok remporte le prix d'État de littérature pour enfants du Bengale-Occidental. Bak Badh Pala remporte le prix Sangeet Natak Akademi du gouvernement indien en 1963. Aar Konokhane remporte le Rabindra Puraskar du gouvernement du Bengale occidental en 1969. Lila Majumdar remporte également le Suresh Smriti Puraskar, le Vidyasagar Puraskar, la médaille Bhubaneswari pour l'ensemble de sa carrière,  et l'Ananda Puraskar. Elle reçoit le Deshikottama de l'universtié Visva Bharati et un doctorat honorifique en littérature des universités de Burdwan, du Bengale du Nord et de Calcutta. 

## Hommage
En 2019, Soumyakanti Dutta réalise un film documentaire sur sa vie intitulé « Peristan - Le monde de Lila Majumdar ».